# Näseudden
Näseudden är en udde i Finland.   Den ligger i den ekonomiska regionen  Borgå  och landskapet Nyland, i den södra delen av landet, 40 km öster om huvudstaden Helsingfors. Näseudden ligger på ön Emsalö.
Terrängen inåt land är mycket platt. Havet är nära Näseudden åt sydväst.  Närmaste större samhälle är Borgå, 16,6 km norr om Näseudden. 